# Teća
Teqë en albanais et Teća en serbe latin (en serbe cyrillique : Тећа) est une localité du Kosovo située dans la commune/municipalité de Lipjan/Lipljan, district de Pristina (Kosovo) ou district de Kosovo (Serbie). Selon le recensement kosovar de 2011, elle compte 199 habitants.

## Histoire
Le village abrite le turbe d'Isak Baba, qui remonte au XVIIIe siècle ; mentionné par l'Académie serbe des sciences et des arts, il est inscrit sur la liste des monuments culturels du Kosovo.

## Démographie

### Évolution historique de la population dans la localité
| 1948 | 1953 | 1961 | 1971 | 1981 | 1991 | 2011 |
| ---- | ---- | ---- | ---- | ---- | ---- | ---- |
| 134  | 152  | 171  | 245  | 280  | 326  | 199  |

|  |

### Répartition de la population par nationalités (2011)
En 2011, les Albanais représentaient 98,99 % de la population.